# Thalassiopsis
Thalassiopsis is een monotypisch geslacht van spinnen uit de  familie van de kraamwebspinnen (Pisauridae).

## Soort
- Thalassiopsis vachoni Roewer, 1955